# Троян Віра Михайлівна
Віра Михайлівна Троян (нар. 1 вересня 1940, с. Зелена, Україна) — українська вчена у галузі біології, громадська діячка. Доктор біологічних наук (1989). Член президій Українських та Європейських товариств фізіологів рослин; ради Тернопільського земляцтва у м. Київ.

## Життєпис
Віра Михайлівна Троян народилася 1 вересня 1940 року в селі Зелена Чортківського району Тернопільської області України.
Закінчила біологічний факультет Чернівецького університету (1962, нині національний університет).
Працювала молодшим, старшим, провідним науковим співробітником Інституту фізіології рослин та генетики (1965—1996), Інституту ботаніки (1996—2002) НАНУ, професоркою Національного університету «Києво-Могилянська академія» (2005-2015). Одночасно співорганізаторка ВАК України, де 1992—1996 — заступниця начальника управління медичних, біологічних, хімічних та сільськогогосподарських наук; член експертної ради з біологічних наук. Наукова редакторка і заступниця головного редактора журналу «Фізіологія і біохімія культурних рослин» (м. Київ). Організаторка і голова (1996-2017. з 2018 – почесна голова) громадської організації «Жінки в науці». 

## Доробок
Авторка понад 170 наукових праць, 2 монографій та 6 винаходів, низки науково-популярних статей у періодиці.
Наукові інтереси — механізм поділу клітин, дія фітогормонів та біологічно активних речовин, фізіологія росту і розвитку рослин. Виявила явище періодичності функціонування геному в процесі індукції росту, що має значення для розробки технологій регуляції продуктивності рослин та біотехнологічних досліджень. 
Співредакторка перекладу на українську мову підручника (США) «Основи біохімії за Ленінджером» (Львів, 2015). Організаторка проведення і видання матеріалів міжнародних конференцій «Жінка в науці та освіті: минуле, сучасність, майбутнє», співавторка книг «Визначні постаті Тернопілля» , «Жінки-вчені Києва», «Українки в історії». Співорганізаторка першого Форуму української наукової діаспори (2018). Авторка книги «Жінка і наука в Україні. До 25-річчя заснування громадської організації «Жінки в науці».

## Нагороди
- премія імені М. Холодного Президії НАНУ (2000) — за цикл робіт «Функціонування аденілатциклазної та гормональної систем в рослинній клітині».[10]